# Shuangbaisaurus anlongbaoensis
Shuangbaisaurus anlongbaoensis es la única especie conocida del género extinto Shuangbaisaurus (nombre que significa "lagarto de Shuangbai") de dinosaurio terópodo dilofosáurido, que vivió a principios del período Jurásico, hace aproximadamente entre 199 a196 millones de años durante el Hettangiense, en lo que es hoy Asia. Sus restos se encontraron en la provincia de Yunnan, en China, solo se encontró un cráneo parcial. Como en los terópodos Dilophosaurus y Sinosaurus, del cual era contemporáneo, Shuangbaisaurus tiene un par de crestas delgadas en el medio del cráneo. De forma inusual, estas crestas se extendían hacia atrás sobre el nivel de los ojos, lo cual, junto con la orientación inusual del hueso yugal, llevó a sus descriptores nombrarlo como un nuevo género. Sin embargo, Shuangbaisaurus también posee un surco entre su premaxilar y maxilar, un rasgo que ha sido usada para caracterizar a Sinosaurus como género. Entre los dos morfotipos presentes dentro del género Sinosaurus, Shuangbaisaurus se parece más al morfotipo que es tratado de forma variable como una especie distintas, S. sinensis, por su cráneo relativamente alto.

## Descripción
Shuangbaisaurus tenía un cráneo relativamente robusto comparado con Sinosaurus, con una longitud de 54 centímetros y una proporción de longitud/altura de 2.84, sin incluir al par de delgadas crestas que estaban presentes por sobre el nivel de las órbitas oculares. Estas crestas no están preservadas completas, pero parecen haber estado conformadas principalmente por el hueso frontal, así como posiblemente por los huesos postorbital y prefrontal. Las crestas pueden haberse extendido más hacia adelante, sobre el nasal y lacrimal. Crestas similares son observadas en Dilophosaurus y Sinosaurus, sin embargo, las crestas de Sinosaurus no se extienden sobre los ojos, lo que lo diferencia de Shuangbaisaurus.
En la punta del cráneo, el premaxilar y el maxilar están separados por un surco, un rasgo que también define a Sinosaurus. El premaxilar debió haber sido más alto que largo, en lo cual es similar al espécimen LFGT LDM-L10 de Sinosaurus triassicus pero diferente a Dilophosaurus o al espécimen KMV 8701 de Sinosaurus sinensis. También como LFGT LDM-L10, el borde inferior del premaxilar es mucho más alto que el maxilar. Los dos huesos están en el mismo nivel en KMV 8701, y presentan un ángulo notorio entre sí en Dilophosaurus. De forma similar tanto con LFGT LDM-L10 como a KMV 8701, el maxilar tiene un margen frontal casi vertical; este es más bajo y aguzado en Dilophosaurus. La parte frontal del margen inferior del maxilar tiene un ángulo tal que el primer diente maxilar se proyecta hacia adelante. Hay un surco que corre paralelo a la fila de dientes a lo largo del borde inferior del maxilar.
Por detrás, e maxilar se conecta con el yugal. El lacrimal se localiza sobre su articulación, cerrando la fosa que rodea a la fenestra anteornital. Hay una cresta dirigida hacia abajo y hacia atrás al lado del yugal, como en Zupaysaurus; esta misma cresta es horizontal en Sinosaurus y Dilophosaurus. Lo mismo se aplica para la articulación entre el yugal y el cuadradoyugal. El cuadradoyugal se estrecha hasta un punto bajo la fenestra infratemporal, en donde se une con la parte posterior del hueso cuadrado. Más arriba, el lacrimal se une por medio del ramo largo y delgado que desciende del postorbital con tres puntas, el cual es convexo en su tercio superior. Desde arriba, el ramo del postorbital dirigido hacia adelante se desplaza del ramo que se dirige hacia atrás, siendo separado por un pequeño nicho. Los frontales parecen haber sido largos y grandes, conformando la mayor parte de la parte superior del cráneo.
La fenestra anteorbital de Shuangbaisaurus es grande, ocupando aproximadamente un tercio de la longitud del cráneo. El margen posterior de la fenestra desciende hacia atrás, como en LFGT LDM-L10 y Dilophosaurus, pero no en KMV 8701. Más hacia atrás, la órbita ocular tiene forma de ranura, con un borde posterior más largo que el frontal. La fenestra infratemporal es aproximadamente trapezoidal, con un eje largo orientado hacia arriba y hacia atrás hacia arriba en la parte posterior del cráneo. En la superficie superior del cráneo, la fenestra supratemporal es redondeada e inusualmente pequeña, con un diámetro equivalente a solo la mitad de la longitud de la parte del cráneo situada tras la órbita ocular.

## Descubrimiento e investigación
Shuangbaisaurus es conocido a partir de un único espécimen, un cráneo parcial al que le falta mucho de la parte superior del hocico, alojado en el Museo de la Prefectura de Chuxiong en la Prefectura autónoma yi de Chuxiong, en Yunnan, China, con el número de catálogo CPM C2140ZA245. Adicionalmente, hay una mitad frontal y la parte posterior de la mandíbula asociados con el cráneo. El hocico del espécimen se dobló hacia la izquierda debido a la deformación durante la fosilización. Fue descubierto en capas de limolita púrpura lodosa localizada en la villa Liuna, en el pueblo Anlongbao, condado de Shuangbai en Chuxiong Yi, cerca de 100 kilómetros a sur de los bien conocidos depósitos de Lufeng. Estas capas han sido reconocidas como pertenecientes a la Formación Fengjiahe, la cual ha sido datada tentativamente a la época del Hettangiense en el Jurásico Inferior.
En 2017, la especie tipo y única conocida para el género Shuangbaisaurus, S. anlongbaoensis, fue descrita y nombrada formalmente por Wang Guo-Fu, You Hai-Lu, Pan Shi-Gang y Wang Tao. El nombre del género se refiere al condado de Shuangbai, mientras que el nombre de la especiese refiere al pueblo de Anlongbao, a su vez, Anlongbao significa literalmente "puesto del fuerte del dragón", y por tanto ambos elementos del nombre binomial hacen referencia a su procedencia. En un resumen de la conferencia de 2019, Philip Currie y sus colegas sugirieron que CPM C2140ZA245 se encontraba dentro del rango de variación de los especímenes asignados a Sinosaurus triassicus.

## Clasificación
Tras Dilophosaurus y Sinosaurus, Shuangbaisaurus es el tercer terópodo grande que se sabe que tuvo un par de crestas en su cráneo, aunque el más pequeño Coelophysis kayentakatae tuvo también crestas similares. Shuangbaisaurus parece haber sido en general muy parecido al aproximadamente contemporáneo Sinosaurus. Sin embargo, se diferencian notoriamente en que las crestas se extienden claramente más allá de la órbita ocular en Shuangbaisaurus, mientras que en Sinosaurus se restringen  a extensiones de los huesos nasal y lacrimal que no pasan la órbita ocular. De igual forma, la orientación del yugal hacia atrás y hacia abajo es un rasgo de Shuangbaisaurus que no se observa en Sinosaurus, en el que este hueso es horizontal. Sin embargo, el surco vertical que separa el premaxilar del maxilar, el cual parece estar presente en Shuangbaisaurus, fue señalado como una característica distintiva de Sinosaurus por Matthew Carrano y colaboradores en 2012, lo cual complica la clasificación como un nuevo género hecha por Wang et al.
Un tema adicional en la relación entre Shuangbaisaurus y Sinosaurus involucra la problemática taxonómica en la que ha caído Sinosaurus. Se reconoce al menos una especie en el género, Sinosaurus triassicus, consistente en los especímenes LFGT LDM-L10 y LFGT ZLJT01, otro espécimen, KMV 8701, originalmente nombrado "Dilophosaurus" sinensis, ha sido referido alternativamente tanto a S. triassicus como a una segunda especie, S. sinensis. Es interesante notar que KMV 8701 se aproxima más a Shuangbaisaurus por su cráneo y premaxilar altos que los especímenes referidos a S. triassicus. Wang et al. eligieron retener a S. sinensis como una especie separada por poseer estas diferencias. No se llevó a cabo un análisis filogenético para determinar cuantitativamente las relaciones de Shuangbaisaurus.

## Paleoecología
Además de Shuangbaisaurus, se han hallado varios dinosaurios originarios de la Formación Fengjiahe. Estos incluyen a los sauropodomorfos Chinshakiangosaurus chunghoensis (un posible saurópodo), Lufengosaurus sp., Yimenosaurus youngi, y Yunnanosaurus huangi (un espécimen juvenil, el cual fue descubierto también en Shuangbai). También se han hallado ostrácodos del género Darwinula. Se ha encontrado asimismo una diversa fauna representada en icnitas en los depósitos de la Formación Fengjiahe, incluyendo a los icnotaxones Eubrontes platypus, Grallator limnosus, Paracoelurosaurichnus monax, Schizograllator xiaohebaensis, Youngichnus xiyangensis y Zhengichnus jinningensis (Youngichnus sin embargo ha sido considerado a veces como sinónimo de Grallator).
La Formación Fengjiahe es equivalente temporalmente a la Formación Lufeng, en la cual se halló a Sinosaurus junto con una diversa asociación de fauna incluyendo a otro terópodo, Lukousaurus; sauropodomorfos (incluyendo a Chinshakiangosaurus sp., Lufengosaurus huenei, L. magnus, Xingxiulong chengi y Yunnanosaurus huangi); ornitisquios; crocodilomorfos; cinodontes y mamíferos; tortugas; anfibios y bivalvos.